# Malvaceae
Malvaceae é uma família de angiospermas que possui aproximadamente 765 espécies divididas em nove subfamílias, sendo encontrada por todos os estados brasileiros. É uma família pertencente à ordem Malvales, se localizando dentro do clado das Rosídeas. Essa família inclui plantas ornamentais, como os hibiscos (Hibiscus) e as paineiras (Ceiba); plantas alimentícias, como o cacau (Theobroma cacao); e plantas que fornecem madeira, como o pau-de-balsa (Ochroma pyramidale).

## Informações botânicas
Malvaceae Juss é uma família formada por plantas herbáceas, subarbustos, árvores ou lianas, que podem viver em substratos aquáticos, terrestres, hemiepífita e rupícola que possuem canais de mucilagem e pelos geralmente com escamas peltadas.

### 1.1 Folha
A maioria das plantas desta família apresenta folhas alternas, espiraladas ou dísticas, simples (palmadas ou lobadas) ou compostas (palmadas) e em sua maioria, com bordas serrilhadas e dentes malvoides. Também apresentam estípulas e venação palmada. As lâminas foliares das Malvaceae são dorsiventrais, podendo ser em algumas mais raramente bifacial. A epiderme das folhas pode ou não apresentar mucilagem; há presença de estômatos em ambas as superfícies da folha.

### 1.2 Flor
As flores desta família podem ser solitárias (grandes ou pequenas; regulares ou irregulares) ou unidas, formando uma inflorescência (cimosa ou racemosa) axilar que são vistosas, actinomorfas, bissexuadas ou às vezes, unissexuadas e diclamídeas. A inflorescência em Malvaceae possui unidades bicolor, que são caracterizadas por possuírem uma flor terminal com três brácteas. O perianto é heteroclamídeo (cálice e corola diferenciados) com a corola podendo ser gamo ou dialipétala, pentâmera com plefloração imbricada e o cálice pentâmero, possuindo epicálice (invólucro de brácteas que representa uma unidade bicolor). Não há formação de hipanto livre e as flores são cíclicas.
As flores também são hermafroditas em sua maioria, podendo algumas espécies ter flores dioicas (raramente). Na parte masculina da flor (androceu), pode-se dizer que os estames estão presentes em grande quantidade, podendo ser livres ou unidos e às vezes formar uma coluna estaminar envolvendo o gineceu, como é o caso que acontece nos Hibiscos. As anteras em Malvaceae apresentam estruturas, na maioria das espécies, rimosas. Na parte feminina da flor (gineceu) o ovário é súpero, geralmente sincárpico contendo de um a muitos óvulos em cada lóculo presente, com a placentação axial. O estigma, como é o caso dos Hibiscos, pode ser ramificado. Os carpelos são geralmente opostos à corola, podendo ser opostos ao cálice, como em Hibiscus, Sterculia e Fremontodendron. Quando há três carpelo na flor, o membro mediano pode ser tanto adaxial quanto abaxial.
A reprodução nesta família ocorre através da polinização entomófila, ou seja, polinização efetuada pelos insetos. Os nectários são feitos de tapetes de pelos glandulares multicelulares e são encontrados no centro do cálice, tendo a corola fundida na base, deixando um espaço por onde o polinizador pode entrar no nectário.

### 1.3 Fruto
Os frutos em Malvaceae podem ser caracterizados como dos tipos: baga, drupa, cápsula, esquizocarpo e sâmara.

## Gêneros
A lista de gêneros presentes no Brasil pode ser visualizado no site Flora do Brasil 2020.

## Classificação taxonômica
A família Malvaceae Juss é considerada um grupo monofilético que pertence à ordem denominada como Malvales. A ordem Malvales é um grupo monofilético sendo caracterizado pela presença de floema estratificado com fibras, sépalas conatas, canais de mucilagem, pelos estrelados e dentes foliares (tipo malvoide), além de ácidos graxos ciclopropenoides. Esta ordem apresenta 10 famílias, dentro dessas a Malvaceae, e aproximadamente 3.560 espécies. Com base em análises filogenéticas de sequências de DNA se encontram dentro do clado Malvídeas (Eurosídeas II).

### 3.1 Filogenia
A família Malvaceae, de acordo com o sistema APG (Angiosperm Phylogeny Group), engloba representantes das famílias Bombacaceae, Sterculiaceae, Tiliaceae e Malvaceae, apresentando 70 gêneros, aproximadamente 765 espécies, 3 subespécies e 9 subfamílias, estas que são: Byttnerioideae (apresenta a maioria dos gêneros de Sterculiaceae), Bombacoideae (inclui os gêneros da família Bombacaceae), Brownlowioideae (apresenta alguns gêneros de Tiliaceae), Dombeyoideae (também inclui gêneros da família Sterculiaceae), Grewioideae (inclui a maioria dos gêneros de Tiliaceae), Helicteroideae, Malvoideae (apresenta gêneros da família Malvaceae), Sterculioideae (inclui alguns gêneros da família Sterculiaceae), Tilioideae (apresenta um único gênero de Tiliaceae). As famílias Bombacaceae, Sterculiaceae e Tiliaceae não são monofiléticas, sendo esta divisão inconsistente.
Uma sinapomorfia da família Malvaceae é a presença de tecidos nectaríferos que possuem tricomas glandulares que se localizam na região interna da base do cálice ou em alguns casos,  na corola ou nos estames, além da venação das folhas palmadas e a estrutura da inflorescência (unidades bicolor), estas características que englobam as 09 subfamílias desta família, como mostrado na árvore filogenética abaixo.

### 2.2 Subfamílias
- 2.1.1. Malvoideae

As plantas desta subfamília apresentam pólen espinhoso e coluna estaminal com cinco dentes. Alguns gêneros apresentam estilete apical ramificado; esquizocarpo; perda dos dentes da coluna estaminal e 01 ou 02 óvulos por carpelo.
- 2.1.2.  Bombacoideae

Plantas com folhas compostas, pólen com estrutura triangular achatada.
- 2.1.3.  Helicteroideae

Presença de androginóforo e sementes aladas.
- 2.1.4. Brownlowioideae

Anteras basais dilatadas com sacos polínicos apicalmente contíguos e cálice fusionado.
- 2.1.5. Dombeyoideae

Nesta subfamília o pólen apresenta aspecto espinhoso.
- 2.1.6. Tilioideae

As plantas nesta subfamília apresenta estaminódios opostos à pétalas e cotilédones dobrados. Algumas espécies apresentam folhas siliciosas, pecíolos anulares, com ramos medulares de floema invertidos.
- 2.1.7.  Sterculioideae

Subfamília que possui alguns organismos unissexuais; há perda das pétalas, carpelos que se separam durante o desenvolvimento e androginóforo.
- 2.1.8.  Byttnerioideae

Plantas com número de estames reduzidos, estaminódios opostos à sépala e pétalas basais largas com formato incomum.
- 2.1.9.  Grewioideae

Plantas que não apresentam fusão do cálice, apresentam estames internos estéreis, folhas das inflorescências opostas, frutos carnudos ou espinhosos e semente alada.

## Distribuição no Brasil
A família Malvaceae pode ser encontrada em todos os Estados do Brasil.
Sendo assim, estão presentes nos domínios fitogeográficos da Amazônia, Caatinga, Cerrado, Mata Atlântica, Pampa e Pantanal. Mais especificamente ocorre nos tipos de vegetação de Área Antrópica, Caatinga (stricto sensu), Campo de altitude, Campo de Várzea, Campo Limpo, Campo Rupestre, Carrasco, Cerrado (lato sensu), Floresta Ciliar, Floresta de Igapó, Floresta de Terra Firme, Floresta de Várzea, Floresta Estacional Decidual, Floresta Estacional Perenifólia, Floresta Estacional Semidecidual, Floresta Tropical, Floresta Ombrófila Mista, Manguezal, Palmeiral, Restinga, Savana Amazônica, Vegetação aquática.